# Коршакевич, Владимир Николаевич
Владимир Николаевич Коршакевич (7 марта 1949 или 7 августа 1949, Нижний Тагил, Свердловская область — 1991 или 1992) — советский хоккеист, вратарь. Мастер спорта СССР.

## Биография
Воспитанник «Спутника» Нижний Тагил, тренеры Анатолий Шамарин, Валентин Богачев. Дебютировал в местной команде «Высокогорец» в первенстве РСФСР 1967/68. За «Спутник» играл в сезонах 1968/60 — 1970/71. Во время прохождения армейской службы выступал за «Звезду» Чебаркуль (1971/72) и ЦСКА — пять матчей в сезоне 1972/73. Выступал за «Трактор» Челябинск (1973/74 — 1974/75), «Спутник» (1976/77, 1979/80), «Автомобилист» Свердловск (1977/78).
Финалист Кубка СССР (1973). Вошёл в список 34 лучших игроков чемпионата СССР 1973/1974.
Старший брат Валерий (1947—2001) в 1960-х — 1970-х годах также выступал за «Спутник».
29 октября 2016 года игровые свитера братьев Коршакевичей были подняты под своды Дворца спорта им. В. К. Сотникова.
Внук Валерия Коршакевича Денис Никулин играл в хоккей на юношеском уровне.